# 奥古斯都·皮特·里弗斯
奥古斯都·亨利·莱恩·福克斯·皮特·里弗斯中将 FRS FSA FRAI（Augustus Henry Lane Fox Pitt Rivers；1827年4月14日—1900年5月4日）是一名英国陆军军官、民族学家和考古学家，以他对考古方法的创新和他的丰富藏品闻名。他在国际上收集的大约22,000件藏品构成了牛津大学皮特·里弗斯博物館的基础，而他在巨石阵周围地区收集的古物则构成了威尔特郡的索尔兹伯里博物馆。
在他一生的大部分时间里，他都以自己的姓莱恩·福克斯发表作品，他早期的考古报告就是以此为名发表的。1880年，由于从他的堂兄里弗斯勋爵那里继承了克兰伯恩蔡斯32,000多英亩的庄园而改用皮特·里弗斯之名。
他的姓也可以拼写为“Pitt-Rivers”，中间名也可以写为“Lane-Fox”。

## 家庭
他出生于约克郡韋瑟比附近的布拉姆汉姆和奥格尔索普（Bramham cum Oglethorpe） ，是威廉·莱恩·福克斯和卡罗琳·道格拉斯之子，其母是第17代莫顿伯爵乔治·道格拉斯的妹妹。
1853年2月3日，他与政治家第二代奥德利的斯坦利男爵爱德华·斯坦利的女儿爱丽丝·玛格丽特·斯坦利（1828-1910）结婚。他的一些藏品（特别是一些印度物品）可能来自爱丽丝的弟弟约翰·康斯坦丁·斯坦利（1837-1878）。
1880年，莱恩·福克斯继承了他的堂兄第六代里弗斯男爵霍勒斯·皮特-里弗斯的遗产，条件是他要改姓皮特-里弗斯。奥古斯都和爱丽丝有九个孩子活到成年。他们出生于1855年至1866年之间，均以“莱恩·福克斯”为姓。

## 军事生涯
他14岁时在桑德赫斯特的皇家军事学院接受了六个月的教育，并于1845年5月16日成为擲彈兵衛隊少尉。在长达32年的军事生涯中，他虽然不是总在前线，但也参加过阿尔马河战役等重大行动。1851年，他开始负责试验和报告军队滑膛步枪性能，1852年到伍尔维奇指导使用新型米尼步枪（Minié rifle）。随后，他主要负责在肯特郡建立了一所火枪学校，在那里授课，修订了《步枪教学》（Instruction of Musketry）手册，1858 年又发表了一篇主张改进步枪的论文。1850年8月2日，他升为上尉，在克里米亚战争期间升为中校，1858年因克里米亚战争期间的表现获得梅吉迪勋章，1867年1月22日升为上校，1877年升为少将。他于1882年退休，同时获中将军衔。

## 考古生涯
他自1850年代开始对考古学和民族学产生兴趣，一开始主要收集步枪，后来扩展到其他武器和工具。他是伦敦民族学学会（1861）、 伦敦文物学会（1864）、伦敦人类学学会（1865）成员。受查尔斯·达尔文和赫伯特·斯宾塞的著作影响，他将自己的藏品按类型和时间顺序排列，以显示其进化关系。他藏品于1874至1875年在贝思纳尔格林博物馆展出后，于1885年赠送给牛津大学。他的两万多件藏品构成了皮特·里弗斯博物館的基础，涵盖了从旧石器时代初期到罗马和中世纪的各个时期。1886年，牛津大学授予他民法博士学位（Doctorate of Civil Law），后来又成为皇家学会院士。

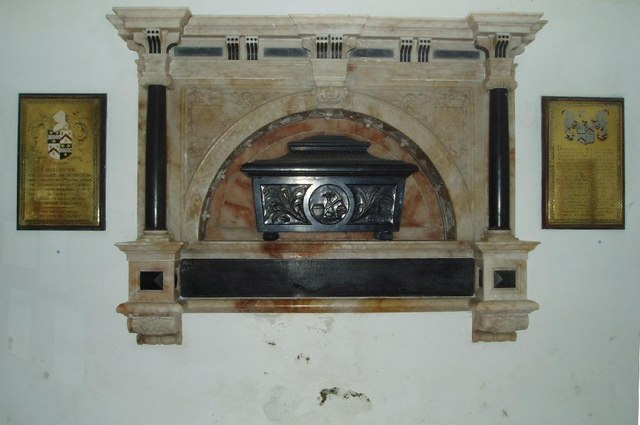
位于皇家托拉德圣彼得教堂的皮特·里弗斯纪念碑。

随着1882年《古迹保护法》的通过，皮特·里弗斯成为第一位古迹调查员（Inspector of Ancient Monuments）。这一职位由约翰·拉伯克创建，后者是皮特·里弗斯的女婿。在皮特·里弗斯的建议下，肯特郡的Kit's Coty House和Little Kit's Coty House是首批受国家保护的英国古迹。